# Antōnīs Antōniou (1969)
Antōnīs Antōniou (in greco: Αντώνης Αντωνίου; 25 dicembre 1969) è un ex calciatore cipriota.

## Carriera
Ha preso parte a due incontri della nazionale cipriota tra il 1992 e il 1993.